# Parco storico nazionale dell'indipendenza
Il Parco storico nazionale dell'indipendenza (in inglese: Independence National Historical Park) è un parco nazionale storico degli Stati Uniti d'America situato all'interno del centro storico della città di Filadelfia, nello stato della Pennsylvania, dove sono presenti molti edifici e luoghi legati alla rivoluzione americana. Gestito dal National Park Service, copre 18 ettari di territorio storico, tra cui i più famosi sono Independence Hall e il Liberty Bell Centre.

## Luoghi storici
- Independence Hall
- Liberty Bell Centre
- Bishop White House
- Carpenters' Hall
- Christ Church
- City Tavern
- Congress Hall
- Declaration House
- Deshler-Morris House
- Franklin Court
- First Bank of the United States
- Free Quaker Meeting House
- Great Essentials Exhibit
- Merchants' Exchange Building
- Mikveh Israel Cemetery
- New Hall Military Museum
- Old City Hall
- Philosophical Hall of the American Philosophical Society
- Second Bank of the United States
- Todd House